# اوبریرسن
اوبریرسن (به آلمانی: Oberirsen) یک شهر در آلمان است که در راینلاند-فالتس واقع شده‌است.

## خصوصیات
اوبریرسن ۶۶۸ نفر جمعیت دارد.